# Ruben van der Meer
Ruben van der Meer (Amsterdam, 2 juni 1970) is een Nederlandse acteur en cabaretier.

## Biografie
Van der Meer werd bekend als het gezicht van Hakkûhbar. Hiermee bereikte hij de hitlijsten. Daarna kreeg hij bekendheid door het programma Live opgenomen, dat hij samen met Horace Cohen bedacht en presenteerde.
Een succesvol vervolg hierop waren hun komische programma's Frøland (NPS, 2001) en Frølive (NPS, 2002). Hij volgde een jaar de acteeropleiding aan de Herbert Berghof Studio in New York en deed daarna de De Acteerstudio in Den Haag. Van 2004 tot eind 2008 maakte Van der Meer deel uit van het team van De Lama's, een programma van BNN.
Samen met Ruben Nicolai en Tijl Beckand presenteerde hij het programma Budget TV. Dat programma werd na tegenvallende kijkcijfers gestaakt. Eind 2009 en in 2010 was in de Nederlandse theaters de theatershow Club Melchior te zien, die Van der Meer samen met Nicolai en Beckand had gemaakt. Vanaf maart 2010 waren Van der Meer en Beckand ook te zien in het programma Echt Waar?!.
Van der Meer speelt mee in veel Nederlandse producties, meestal in een bijrol. Daarnaast heeft hij diverse afleveringen geregisseerd voor Café de Wereld (2004) en komt hij voor in tv-reclamespotjes van Cup-a-Soup, Duyvis, Milieudefensie en Venco en anderen.
Van der Meer speelde in 2021 mee in de officiële videoclip Bon Gepakt van Donnie en René Froger. Tussen 2023 en 2025 deed hij drie seizoenen mee aan LOL: Last One Laughing. In 2024 deed hij mee aan Make Up Your Mind.

## Filmografie
- 2025 - Patsers als Dzjenghis Khan
- 2022, 2024 - Ten minste houdbaar tot als Paul (AvroTros)
- 2022 - Atlanta als taxichauffeur
- 2021 -heden Vlogmania als vloggende vader Michael Kick
- 2019 - Random Shit als Gerard/Martijn (televisieserie die beschikbaar is op video-on-demanddienst Videoland)
- 2019 - Baantjer het Begin als rechercheur van Kemenade
- 2018 - Billy als manager Jeremy
- 2018 - De TV Kantine als de karikatuur van Herman den Blijker  en Kim Jong-un
- 2017-2020 Papadag
- 2016 - Smeris
- 2016 - De zevende hemel
- 2016-heden Ruben en de idioten (televisieserie, presentatie)
- 2015 - The Passion 2015 als de Goede Misdadiger
- 2015 - De Masters als Marco
- 2014–2015 Aaf
- 2014 - De TV Kantine als de karikatuur van Gordon
- 2014 - De Dino Show
- 2013 - Turbo (stem ingesproken)
- 2013-2017 De Grote Improvisatieshow (theatertournee met Tijl Beckand) en Tv show
- 2012 - Van God Los (BNN), aflevering 'Hardcore Never Dies'
- 2012 - Plan C (Ronald Plasmeyer)
- 2011 - De President
- 2011 - Patatje oorlog (Hayo)
- 2011 - Doe Maar Normaal (BNN), teamcaptain
- 2010-2015 Echt Waar?! (RTL 4)
- 2010 - Itec, hoofdrol in reclamespotje van Itec, februari 2010
- 2009 - Takeshi's Castle (commentaarstem)
- 2009 - Heksje Lilly - de Draak en het Magische Boek (Stem ingesproken van De Draak)
- 2009 - Odessa Star
- 2009 - Budget TV (AVRO)
- 2008 - De Lama's - Lekker gewoon (videoclip)
- 2008 - Piet Kluit (als de sponsor)
- 2007 - Doe Maar Normaal (BNN)teamcaptain
- 2007 - Alles is Liefde (als eigenaar van het café)
- 2006 - De Ontgoocheling (Bert)
- 2006 - Man & Paard, televisieserie (Talpa)
- 2005 - Het Schnitzelparadijs (uitsmijter)
- 2005 - Allerzielen (als man bij auto)
- 2005 - Flirt (trainer)
- 2005 - Bad Candy was here (manager Jack)
- 2004-2008 - De Lama's (BNN)
- 2004 - Ellis in Glamourland (als vriend van Jack)
- 2004 - Cool! (als Big Brother)
- 2004 - Shouf Shouf Habibi! (als man van het uitzendbureau)
- 2004 - Costa!, televisieserie (gastrol in meerdere afleveringen)
- 2003 - Damclub Hooligan, videoclips van de Heideroosjes
- 2003 - Gemeentebelangen, televisieserie (gastrol in de aflevering "Publieke blunders")
- 2003 - Westenwind - Fred Bongers
- 2003 - Russen, officier van justitie Bochove
- 2002 - Luifel & Luifel, televisieserie (Linke Loetje, vriend van Chris Luifel)
- 2001 - Soul Assassin (als agent nummer twee)
- 2001 - Frølive (meerdere rollen)
- 2001 - Frøland (meerdere rollen)
- 2000 - Cup-a-Soup-reclame: Sjors
- 2000 - Rent a Friend (als Menno)
- 2000 - Dit was het nieuws - (zichzelf)
- 1999 - The Delivery (als AAU-lid)
- 1999 - Jezus is een Palestijn (als Osiris)
- 1999 - Live opgenomen, televisieserie
- 1999 - Blauw blauw, televisieserie (gastrol in de aflevering "Liefde, Werk En Oud Papier")
- 1999 - Quidam Quidam, televisieserie (gastrol in een van de afleveringen)
- 1999 - Loenatik, televisieserie (gastrol in de aflevering "De milieuactie")
- 1999 - Baantjer, televisieserie (gastrol in de aflevering "De Cock en de moord op de psychiater")
- 1998 - Een Hoertje en haar broertje (als pooier)
- 1997 - Erwassus, televisieserie (de titelrol in de aflevering "De nieuwe aussie van de gabber")
- 1997 - Hot Dogs als compagnon
- 1997 - Rondootje
- 1997 - RATZEKAHL uit de film Vet Heftig (1997)
- 1997 - Vet Heftig - de video (1997) (als gabbertje)
- 1997 - Gabbersaurus, Feestbeest, videoclips van Hakkûhbar
- 1996 - Gabbertje, Supergabber, videoclips van Hakkûhbar
- 1995 - De Partizanen, televisie-miniserie als Duitse overvaller

## Radio
- Andrélon - reclame
- The Phone House - reclame
- Q-music - vakantiekracht
- Venco - reclame
- Duyvis - reclame

## Theater
- Club Melchior